# Stille Hilfe
Die Stille Hilfe für Kriegsgefangene und Internierte, (Español: "Ayuda silenciosa para prisioneros de guerra y personas internas") y abreviado como Stille Hilfe, es una organización de socorro para miembros arrestados, condenados y fugitivos de las SS, similar a las asociaciones de veteranos, fundada por la princesa Helene Elisabeth von Isenburg (1900-1974). La organización, aunque legalmente aceptada, en gran parte actúa en la clandestinidad, y ha recibido numerosas críticas por su apoyo a criminales nazis y grupos neonazis. La naturaleza clandestina de Stille Hilfe hace que muchas de sus actividades sean fuente de especulación.

## Historia
Antes de la fundación de Stille Hilfe  una red de apoyo comenzó a actuar de forma encubierta desde 1946, ayudando a huir a fugitivos nazis, especialmente a Sudamérica, para evitar procesos penales. A través de la organización Adolf Eichmann, Johann von Leers, Walter Rauff y Josef Mengele consiguieron escapar a Argentina.

### Fundación
Después de constituir una red activa de apoyo y ayuda a los fugitivos nazis, sus miembros decidieron crear una asociación sin ánimo de lucro para canalizar los recursos y donaciones. El 7 de octubre de 1951 se celebró una reunión en Múnich y el 15 de noviembre la organización fue registrada en la ciudad bávara de Wolfratshausen. Su primera presidente fue la princesa Helene Elizabeth von Isenburg, que fue elegida debido a sus contactos entre la aristocracia y círculos conservadores, así como en la Iglesia católica. Entre los miembros fundadores del comité se encontraban representantes eclesiásticos como Theophil Worm y Johannes Neuhäusler, así como antiguos funcionarios y burócratas de alto rango del gobierno nazi como Wilhelm Spengler, SS-Standartenfüherer y líder del departamento del RSHA y Heinrich Malz, SS-Obersturmbannführer, que fue consejero personal de Ernst Kaltenbrunner.

### Objetivos y actividades en la década de 1950
La princesa Helene Elisabeth von Isenburg explicó sus objetivos de la siguiente manera: "Desde el comienzo de su actividad la Stille Hilfe trató por encima de todo de ocuparse de las grandes necesidades de los prisioneros de guerra y de los internos sin ningún derecho. Posteriormente se creó un servicio de bienestar para quienes fueron acusados y arrestados como resultado de la creación de tribunales de guerra, ya fuese en las prisiones de los vencedores o en las instituciones penales alemanas."
Desde el principio de los Juicios de Núremberg, la asociación trató de influenciar a la opinión pública para impedir la aplicación de la pena de muerte. En campañas de prensa, peticiones y cartas personales y públicas, los criminales de guerra solían ser representados como víctimas de haberse limitado a cumplir órdenes, con una actitud irreprochable y con una fe ciega en el Führer, y que sufrían una injusticia a manos de los vencedores.
Como la princesa von Isenburg se encontraba especialmente dedicada a los criminales de guerra condenados a muerte en la prisión de Landsberg, fue conocida de forma afectuosa como "Madre de los Landsbergers" para permitir que Stille Hilfe fuese considerada como una institución caritativa.
Al principio la asistencia legal para los criminales de guerra arrestados fue organizada por el abogado Rudolf Aschenauer (1913-1983), que también formuló y envió peticiones de gracia, revisiones de penas, etc. La organización pagó vacaciones, sueldos y aguinaldos a los prisioneros de guerra, pero también apoyó a sus familias. No sólo se realizaron actividades humanitarias, sino que también había objetivos revisionistas e ideológicos.
La princesa von Isenburg, una católica estricta, defendió incansablemene la causa de los criminales de guerra nazis en círculos conservadores y ante representantes eclesiásticos (llegando incluso a recurrir al Papa). Johanne Neuhaüsler (1888-1973) en particular, no sólo había sido arrestado y encarcelado por la Gestapo, sino que además había sido enviado por los nazis al campo de concentración de Dachau, por lo que su situación excepcional lo convertía en un agente muy eficaz ante la opinión pública, incluso entre los oficiales de los ejércitos de los Aliados. Los motivos de los obispos católicos que ayudaron a Stille Hilfe posiblemente no se debían tanto a una identificación ideológica consciente con los criminales de guerra, sino a un esfuerzo dirigido a reconciliar a los alemanes con su pasado y la creación de una nueva sociedad en la posguerra en Alemania. Neuhäusler justificó su apoyo a los criminales afirmando que quería "devolver bien por mal." Las conexiones de la princesa von Isenburg y Aschenauer les llevaron a colaboraron con antiguas organizaciones y miembros de las SS, como Gauleiterkreis, dirigida por Werner Naumann, que ya conocía los campos de prisioneros de guerra de los Aliados. La princesa von Isenburg inició una serie de organizaciones en torno a Stille Hilfe como un sistema de trabajo dirigido al rescate de los prisioneros de Landsberg, que en esencia fue financiado por distintas iglesias.

### Actividades posteriores
La mayor parte de las iglesias que colaboraron con la princesa von Isenburg le retiraron su apoyo tras los Juicios de Núrember y la liberación de los criminales de guerra nazis de la prisión de Landsberg en 1958.
En las décadas siguientes Stille Hilfe actuó en la clandestinidad con organizaciones revisionistas y destacados protagonistas de la "Auschwitzlüge" (la mentira de Auschwiz) como Thies Christophersen y Manfred Roeder y cooperó con relevantes organizaciones y personalidades extranjeras como (Florentine Rost van Tonningen y Leon Degrelle). Mediante un considerable legado de herencias y donaciones regulares, la organización controla hasta la actualidad fondos considerables. Como Stille Hilfe no publica su contabilidad abiertamente, su capital es en gran parte estimado, entre 60.000 y 80.000 euros anuales hasta finales de la década de 1990.
Stille Hilfe apoyó a los condenados en los juicios Düsseldorfer Majdanek, a Hildegard Lächert ("La sanguinaria Brygida"), que sirvió como guardia femenina en campos de concentración, y posteriormente a Klaus Barbie, Erich Priebke y Josef Schwammberger, que desde 1942 a 1944 fue comandante en campos alemanes de trabajos forzados en la Polonia ocupada, y relacionado con varias masacres en  Przemyśl y Rozwadów. Nunca se ha aclarado si la organización colaboró en la liberación de Herbert Kappler de una prisión de Roma en 1977.

## Situación actual
La princesa von Isenburg se retiró de la presidencia de Stille Hilfe en 1959, siendo sucedida por Gertrude Herr y Adelheid Klug. Desde 1992 la organización ha sido dirigida por Horst Janzen. Actualmente cuenta con unos 40 miembros reconocidos y su membresía se encuentra en declive. Sin embargo, cuenta también con muchos seguidores y simpatizantes anónimos. Desde la década de 1990 Stille Hilfe ha colaborado con la "Hilfsorganisation für nationale politische Gefangene und deren Angehörige" (organización de ayuda para prisioneros políticos) (HNG), y su continuidad parece asegurada.
Hasta 1976 la organización tuvo su sede en Bremen, hasta 1989 en Rotenburg an der Wümme, y desde 1992 in Wuppertal. En 1993-94 en el Bundestag se generó un debate político sobre su situación como asociación sin ánimo de lugro y revisionista, por lo que fue auditada por las autoridades fiscales de Alemania. La corte financiera alemana decidió en noviembre de 1999 denegar a Stille Hilfe su inclusión en el registro de asociaciones sin ánimo de lucro y caritativas.

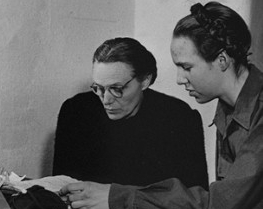
Gudrun Burwitz (derecha) con su madre en el tribunal militar para criminales de guerra de Núremberg, 1945.

Durante décadas Stille Hilfe mantuvo un destacado símbolo: Gudrun Burwitz, la hija de Heinrich Himmler. Conocida por su padre como "Püppi" (Muñequita), es un ídolo para Stille Hilfe y sus afiliados. En reuniones como Ulrichsbergtreffen en Austria se mostró como una estrella y una autoridad. Gudrun Burwith realizó intensas campañas a favor de los nazis procesados. Participó de forma destacable en el caso de Anton Malloth, que había vivido durante casi 40 años sin ser molestado en Meran. Se lo encontró culpable de sus actos como supervisor en la prisión de la Gestapo "Kleine Festung Theresienstadt", que formaba parte del campo de concentración de Theresienstadt. En el año 2001 Mallot fue condenado por el tribunal de Múnich por asesinato e intento de asesinato y sentenciado a cadena perpetua después de que sus abogados de Dortmund hubiesen demorado el juicio durante años. Desde 1988 al año 2000 Malloth vivió en Pullach cerca de Múnich. Gudrun Burwitz recibió instrucciones de Stille Hilfe para que alquilara una habitación cómoda en un asilo, que había sido construido sobre un terreno que había pertenecido a Rudolf Hess. Siguiendo la actitud secretista y discreta de su organización, Gudrun Burwitz cuidaba mucho sus intervenciones públicas y no concede entrevistas.
A finales de la década de 1990 se hizo público que los servicios sociales alemanes habían costeado en gran parte el mantenimiento de Malloth. Esta revelación, junto con la participación de Gudrun Burwitz, provocó considerables críticas.
Ideológicamente Stille Hilfe se encuentra situada en cercanía a los movimientos neonazis, pero también ha establecido relaciones cordiales con políticos conservadores, como Alfred Dregger de la CDU, que alabó los esfuerzos de Stille Hilfe en 1989.
En 1991 un representante de Stille Hilfe asistió a la ceremonia funeraria de Michael Kühnen, un destacado líder neonazi que murió debido a complicaciones médicas derivadas del HIV. Stille Hilfe pagó una esquela con el lema de las SS: "Michael Kühnen -su honor es su lealtad."
La organización se ha enfrentado a numerosas críticas y ataques debido a su apoyo a los neonazis, especialmente mediante la asistencia legal. También mantiene un asilo protestante para ancianos en Pullach, cerca de Múnich.